# Als ik bij jou ben (Jurk!)
Als ik bij jou ben is een lied van het Nederlandse muziekduo Jurk!. Het werd in 2013 als single uitgebracht en stond in hetzelfde jaar als vijfde track op het album Glitterjurk.

## Achtergrond
Als ik bij jou ben is geschreven door Boele Weemhoff en Dennis van de Ven. Het is een nummer dat past in het genre poprock. In het lied zingen de artiesten over het gevoel dat als je bij je geliefde bent alles goed voelt, ook al gebeurt er veel slechts in de wereld. 
Mensen die de single kochten, haalden ook gelijk een toegangsbewijs voor de eerste keer dat het album Glitterjurk in zijn geheel ten gehore werd gebracht en een feest. Voor dit feest waren geen kaartjes te koop, dus door de single te kopen, was de enige manier om een toegangsbewijs te krijgen.

## Hitnoteringen
Het muziekduo had succes met het lied in de hitlijsten van Nederland. Het kwam tot twintigste plaats van de Nederlandse Single Top 100 in de drie weken dat het in deze hitlijst te vinden was. De Nederlandse Top 40 werd niet bereikt; het kwam hier tot de vierde plek van de Tipparade. 